# Victor McLaglen
Victor Andrew de Bier Everleigh McLaglen (Tunbridge Wells, 10 december 1886 - Newport Beach, 7 november 1959) was een Engelse bokser en acteur.

## Biografie
McLaglen werd geboren in Tunbridge Wells (Kent; Engeland). Zijn vader was bisschop, en besloot te verhuizen met zijn gezin naar Zuid-Afrika toen McLaglen nog kind was. Op zijn veertiende verliet McLaglen het huis om bij het leger te gaan, omdat hij mee wilde vechten in de Tweede Boerenoorlog. Men kwam er later pas achter hoe oud McLaglen was, en moest daarom het leger verlaten.
Vier jaar later verhuisde hij naar Canada, waar hij een bokser werd. Hij was erg succesvol en won veel. Een van zijn succesvolste gevechten was die tegen kampioen Jack Johnson. Hij won deze wedstrijd overtuigend. Om nog wat bij te verdienen werkte hij af en toe bij een circus. In 1913 keerde hij terug naar Engeland. Hij zei daar later dat hij meevocht in de Eerste Wereldoorlog.
Na de oorlog ging McLaglen acteren. Hij werkte mee in diverse Britse stomme films. In de jaren 20 verhuisde McLaglen naar Hollywood. Hij werd er een populair acteur. Het hoogtepunt van zijn carrière was het winnen van een Oscar voor beste acteur voor zijn rol in de film The Informer uit 1935. Deze film was gebaseerd op het verhaal van Liam O'Flaherty. Vlak voor het einde van zijn filmcarrière werd hij opnieuw genomineerd voor een Oscar, dit keer voor Beste Mannelijke Bijrol in de film The Quiet Man uit 1952. McLaglen speelde vaak in films van regisseur John Ford.
Aan het einde van zijn carrière speelde McLaglen wat gastrollen in televisieseries als Have Gun, Will Travel en Rawhide.
In 1959 stierf hij aan een hartaanval. Rond die tijd zou hij ook officieel genaturaliseerd zijn tot Amerikaan. Zijn zoon Andrew McLaglen was regisseur.

## Filmografie
Overzicht van films waarin McLaglen onder andere in speelde:
- The Prey of the Dragon (1921)
- A Sailor Tramp (1922)
- Little Brother of God (1922)
- The Romany (1923)
- Women and Diamonds (1923)
- What Price Glory? (1926)
- Hangman's House (1928)
- Dishonored (1931)
- Laughing at Life (1933)
- The Lost Patrol (1934)
- Murder at the Vanities (1934)
- The Informer (1935)
- Klondike Annie (1936)
- Wee Willie Winkie (1937)
- Devil's Party (1938)
- Gunga Din (1939)
- Let Freedom Ring (1939)
- South of Pago Pago (1940)
- Forever and a Day (1943)
- Whistle Stop (1946)
- Calendar Girl (1947)
- Fort Apache (1948)
- She Wore a Yellow Ribbon (1949)
- Rio Grande (1950)
- The Quiet Man (1952)
- Prince Valiant (1954)
- Trouble in the Glen (1954)
- Lady Godiva (1955)
- Around the World in 80 Days (1956)
- Sea Fury (1958)